# Zbigniew Schwarzer
Zbigniew Schwarzer (ur. 12 stycznia 1928 w Poznaniu, zm. 14 kwietnia 2008 we Wrocławiu) – polski wioślarz. Zawodnik AZS Wrocław.
Dwukrotny olimpijczyk (1952, 1956), brązowy medalista mistrzostw Europy w 1957 w dwójkach ze sternikiem (partnerzy: Henryk Jagodziński, Bertold Mainka), osiemnastokrotny mistrz Polski, następnie trener kadry olimpijskiej, sędzia międzynarodowy, wiceprezes Polskiego Związku Towarzystw Wioślarskich, absolwent i wieloletni pracownik Akademii Wychowania Fizycznego we Wrocławiu. Był działaczem społecznym Polskiego Komitetu Olimpijskiego, przewodniczącym Regionalnej Rady Olimpijskiej, autorem prac z zakresu metodyki sportu oraz historii sportu. Jako koszykarz przyczynił się do awansu AZS Wrocław do I ligi w 1950 roku.
Pochowany na Cmentarzu Ducha Świętego we Wrocławiu.

## Główne prace
- Od I Klubu Sportowego Wrocław do czasów obecnych. Czołowe kluby sportowe Dolnego Śląska i ich wkład w rozwój ruchu sportowego w Polsce w latach 1945-1980 (1983),
- Dolnośląscy Olimpijczycy (2002)
- 50 lat wrocławskiego sportu 1945-1995 (2007 z M. Ordylowskim i Leonem Szymańskim)

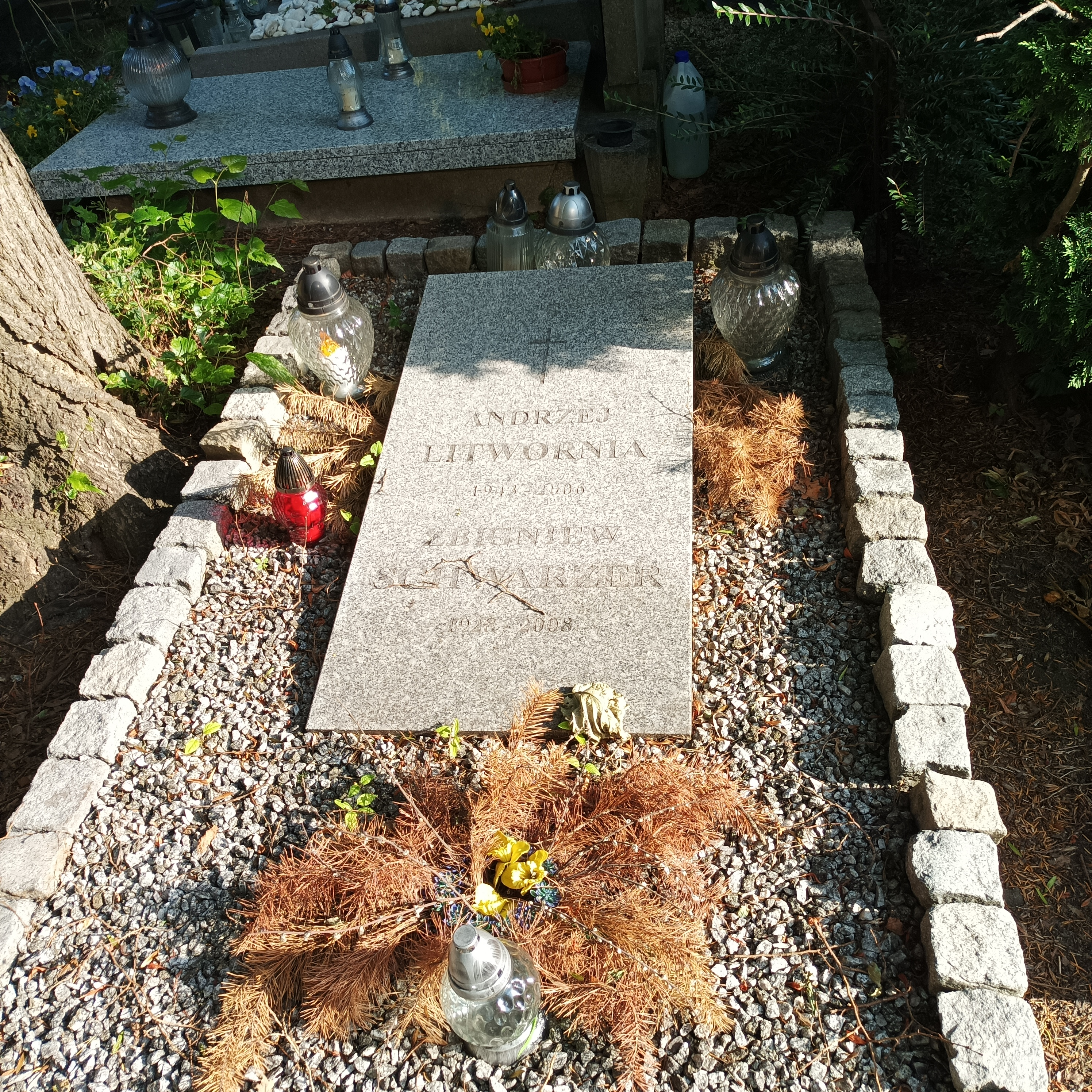
Grób Zbigniewa Schwarzera na Cmentarzu Ducha Świętego we Wrocławiu